# روبرت فنتون
روبرت فنتون (بالإنجليزية: Robert Fenton)‏ هو سياسي نيوزلندي، ولد في 9 أكتوبر 1923، وتوفي في 10 يناير 2013. انتخب عضو مجلس النواب النيوزيلندي.